# Il profumo che uccide
Il profumo che uccide (The Wizard) è un film muto del 1927 diretto da Richard Rosson. La sceneggiatura di Andrew Bennison e Harry O. Hoyt si basa su Balaoo, romanzo di Gaston Leroux pubblicato a Parigi nel 1912.

## Trama
Il professor Coriolos, il cui figlio è stato processato e condannato alla sedia elettrica per omicidio, cuce una testa umana sul corpo di una scimmia. Il mostro che ne deriva, al servizio del dottore, è addestrato a obbedire ai suoi ordini, volti alla distruzione di coloro che egli ritiene essere i suoi nemici, responsabili della morte di suo figlio. Il giornalista Stanley Gordon, mentre sta indagando nel corso di una sua inchiesta, scopre il segreto di Coriolos, salvando la vita al giudice Webster e a sua figlia Anne, vittime predestinate della follia dello scienziato pazzo.

## Produzione
Il film fu prodotto dalla Fox Film Corporation.

## Distribuzione
Il copyright del film, richiesto dalla Fox Film Corp., fu registrato il 1º dicembre 1927 con il numero LP24711. Distribuito dalla Fox Film Corporation, il film uscì nelle sale statunitensi l'11 dicembre 1927 dopo essere stato presentato in prima a New York il 27 novembre 1927. In Italia, distribuito nel 1929 dalla Fox, ottenne il visto di censura numero 24800, ma il film venne vietato ai minori di 16 anni (Dalle rappresentazioni di questa pellicola dovranno essere esclusi i minori di anni sedici, marzo 1929). Non si conoscono copie ancora esistenti della pellicola, che viene considerata presumibilmente perduta.